# Yisrael Eichler

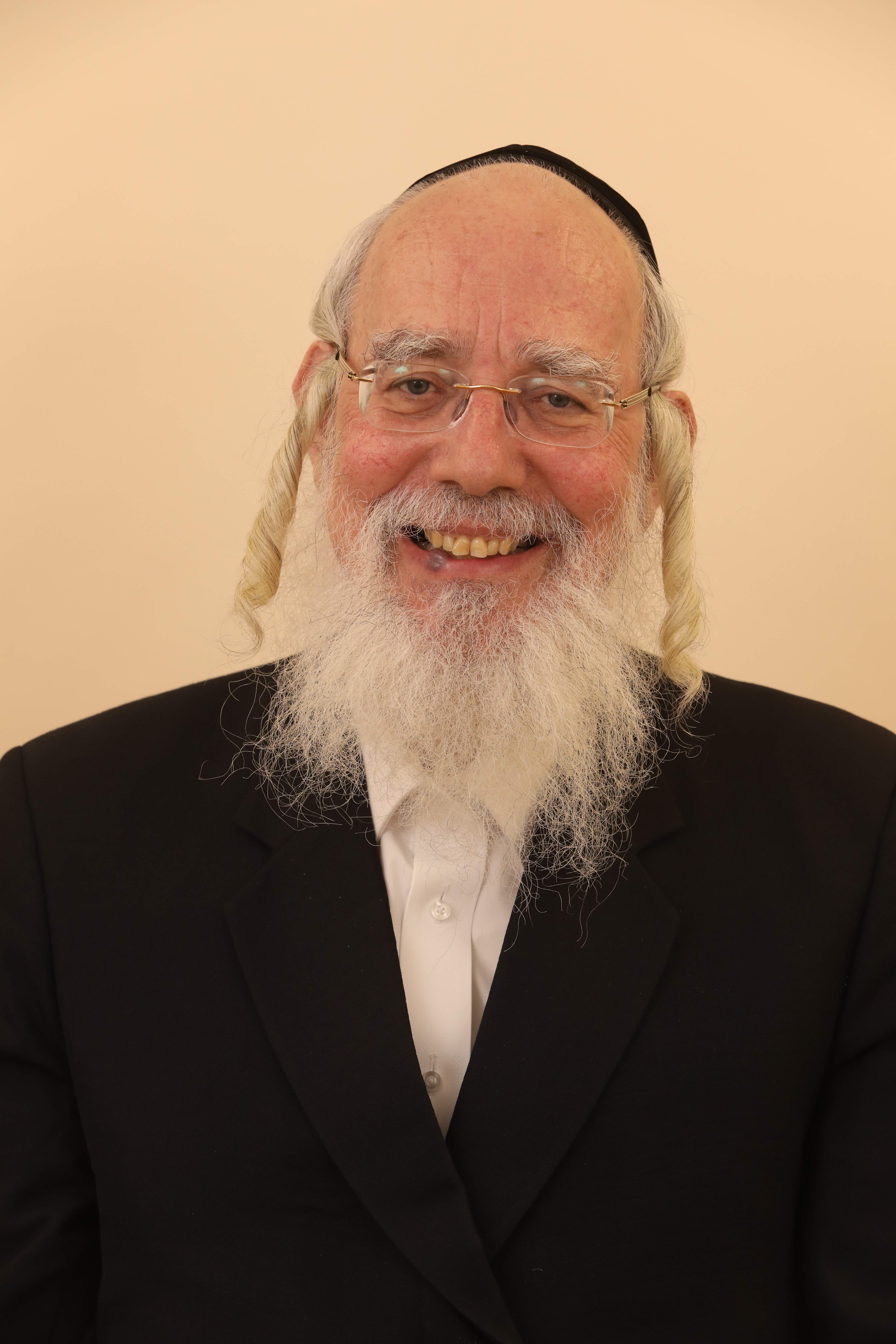
Yisrael Eichler

Yisrael Eichler (hebräisch ישראל אייכלר‎, * 27. März 1955 in Jerusalem) ist ein israelischer Journalist, Autor und Politiker der Agudat Jisra’el.

## Leben
Yisrael Eichler ist ein Belzer Chassid. Am Kollel Machzikei Hadat studierte er Talmud und rabbinische Literatur. 1978 gehörte er zu den Mitbegründern der chassidischen Präsenz in Aschdod und befasste sich mit dem Aufbau von Einrichtungen des Belzer Chassidismus dort. Yisrael Eichler lebt in Jerusalem, ist verheiratet und hat vierzehn Kinder.

## Journalistische Tätigkeit
Eichler ist als Autor und Journalist in Israel tätig. Neben zahlreichen Artikeln und Broschüren veröffentlichte er ein Buch: hebräisch כמלאך הניצב על ראש דרך „Wie ein Engel, der auf der Straße steht“ (1995). Seit 1980 ist er Herausgeber der Wochenzeitung HaMahane HaHaredi („Das Charedi-Lager“). Außerdem verantwortete er von 2005 bis 2011 täglich ein Nachrichtenprogramm des Senders Kol Chai. 

## Knessetabgeordneter
Bei der Parlamentswahl in Israel 2003 wurde Eichler für die Allianz Vereinigtes Thora-Judentum in die 16. Knesset gewählt, der er nach einem Rotationssystem zwei Jahre angehörte. Er war kein Mitglied der 17. Knesset.
Bei der Parlamentswahl in Israel 2009 wurde Eichler wieder für Vereinigtes Thora-Judentum gewählt. Der 18. Knesset gehörte er zwei Jahre an und war in dieser Zeit Vorsitzender der Parlamentariergruppe seiner Parteienallianz. Er war Mitglied der Ausschüsse für Finanzen, Wirtschaftsfragen, Erziehung, Kultur und Sport; er war Teil des parlamentarischen Ausschusses, das sich mit der Frage arabischer Arbeitnehmer im öffentlichen Sektor befasste sowie dem Ausschuss, das ein Anstellungsgesetz vorbereiten sollte.
Nach der Parlamentswahl in Israel 2013 gehörte Eichler der 19. Knesset an. Er war Mitglied des innen- und Umweltausschusses sowie zweier Sonderausschüsse für öffentliche Petitionen und für das Rundfunkgesetz. Eichler gehörte der Knessetdelegation für Beziehungen mit dem Europäischen Parlament ebenso an wie israelisch-belgischen parlamentarischen Freundschaftsgruppe.
Auch die Parlamentswahl in Israel 2015 brachte Eichler einen Sitz in der 20. Knesset. Er war Vorsitzender des Ausschusses für öffentliche Petitionen und gehörte mehreren anderen Ausschüssen an: Wohnungsbau, Arbeit, Gesundheitswesen, sowie Sonderausschüssen zu Fragen des öffentlichen Dienstes und zur Situation älterer Bürger. Er war Vorsitzender der israelisch-ungarischen parlamentarischen Freundschaftsgruppe.
Yisrael Eichler gehörte auch der 21., 22., 23., 24. und 25. Knesset an.

## Positionen
Yisrael Eichler wird als inoffizieller Sprecher des ultra-orthodoxen Judentums in Jerusalem oder auch als „populärer und vergleichsweise moderater Gelehrter, der häufig im Fernsehen auftritt“ bezeichnet. 2015 verglich er die Women of the Wall mit den muslimischen Aktivistinnen der Gruppe Murabitat, die vom Tempelberg ausgeschlossen wurden, nachdem sie jüdische Beter dort belästigt hatten. 2016 verglich er nicht-orthodoxe Benutzer eines öffentlichen Ritualbads mit Geisteskranken, denen Zutritt zu einem Operationssaal gewährt werde. Die Äußerung wurde von Sprechern der Central Conference of American Rabbis kritisiert.